# 卡斯特的复仇
《卡斯特的复仇》（又称“西部嘿咻”（Westward Ho）或“白人进村”（The White Man Came））是一部由Mystique 公司为雅達利2600主机开发的成人电子游戏，是该公司在相同主机上开发的一批成人游戏中的一款。游戏的主角是历史人物乔治·阿姆斯特朗·卡斯特将军。
游戏首次发布于1982年10月13日，由于主要游戏内容显然是在模拟强暴一位美洲原住民女性而遭恶评如潮。鉴于此，本作被选为历史上最差的电子游戏之一，而且名列前茅。

## 游戏内容
游戏中，玩家控制乔治·阿姆斯特朗·卡斯特将军。后者被描绘为一位头戴骑兵宽檐帽，脚踏马靴，系着一条围巾，除此以外一丝不挂而且已经勃起的男士。卡斯特将军必须躲避印第安人的箭雨并前往屏幕的另一端，他的目标是去跟一个被绑在杆子上全裸、爆乳的印第安妇女性交。

## 争议
《卡斯特复仇》以其令人不快的剧情而名声大噪，女权组织批评该游戏是在模拟强暴，因为游戏包装盒背面写有“她不会轻易向乔治屈服！增援正在路上”。另有其他组织如反黄妇女会，美洲原住民发言人和电子游戏业内的大量观点皆对本作提出批评。安德里亞·德沃金声称本作“导致对美洲原住民妇女的轮姦案增多”。

除了对本作剧情的批评，亦有大量玩家反映游戏过程过于单调。甚至连本作的成人游戏成分也过于缩水，有玩家用乐高积木和硬纸板箱来形容本作的两个人物。
由于受到媒体的关注，本作的销量高达80000套，比同一公司的其他成人游戏都要高一倍以上，如《单身派对》（Bachelor Party）和《Beat 'Em & Eat 'Em》。

## 衍生游戏

游戏截图，体型失调的卡斯特（左）和美洲原住民女性“复仇”

正如1980年代早期的很多电子游戏制作公司一样，Mystique终于被迫结业。它将旗下游戏的知识产权出让给Playaround公司，后者以《西部嘿咻》之名继续制作本作一段时间。Playaround对本作进行了一些小修改，例如将女性角色的皮肤改黑，让她张开手臂作出诱使“卡斯特”靠近的姿态。该公司还制作了本作的一个名为《撤退将军》（General Retreat）的修改版，这次是由女性角色克服障碍来与“卡斯特”相会。相对于原作的弓箭，女主角面对的是炮弹。
由于本作是成人游戏，一些店铺被禁止销售或不能在货架上公开展示本作。本游戏只能由玩家持有效身份证明向店员询问后方能购得。